# Tessonnière
Tessonnière ist eine Commune déléguée in der französischen Gemeinde Airvault mit 327 Einwohnern (Stand: 1. Januar 2022) im Département Deux-Sèvres in der Region Nouvelle-Aquitaine. Die Gemeinde Tessonnière  gehörte zum Arrondissement Parthenay und zum Kanton Le Val de Thouet.
Mit Wirkung vom 1. Januar 2019 wurde Tessonnière mit der Gemeinde Airvault zur namensgleichen Commune nouvelle Airvault zusammengelegt und hat in der neuen Gemeinde den Status einer Commune déléguée. Gleichzeitig wurde auch den früheren Gemeinden Borcq-sur-Airvault und Saulièvres, die bereits seit 1973 mit Airvault als Communes associées verbunden sind, ebenfalls der Status als Commune déléguée zuerkannt. Der Verwaltungssitz befindet sich im Ort Airvault.

## Lage
Tessonnière liegt etwa 22 Kilometer östlich von Bressuire und etwa 18 Kilometer nördlich von Parthenay. Umgeben wurde die Gemeinde Tessonnière von den Nachbargemeinden Airvault im Norden und Osten, Louin im Südosten und Süden, Maisontiers im Südwesten sowie Boussais im Westen.

## Bevölkerungsentwicklung
| Jahr                       | 1962 | 1968 | 1975 | 1982 | 1990 | 1999 | 2006 | 2013 |
| Einwohner                  | 563  | 513  | 439  | 368  | 339  | 289  | 288  | 319  |
| Quellen: Cassini und INSEE |      |      |      |      |      |      |      |      |